# الطريق الأوروبي E41
الطريق الأوروبي E41 هو طريق أوروبي. يمر عبر دورتموند - هاجن - أولبي - سيغن - فتسلار - هاناو - أشافنبورغ - فورتسبورغ - هايلبرون - شتوتغارت - بوبلينجن - هيرنبرغ - فيلينغن - شوينينغين - باد دورهايم - سينغن - شافهاوزن - فينترتور - زيورخ - شفيتس - ألتدورف.